# Ошмарка
Ошма́рка (рос. Ошмарка) — присілок у складі Тавдинського міського округу Свердловської області.
Населення — 81 особа (2010, 108 у 2002).
Національний склад населення станом на 2002 рік: росіяни — 99 %.